# Macrophoma theicola
Macrophoma theicola är en svampart som beskrevs av Petch 1917. Macrophoma theicola ingår i släktet Macrophoma och familjen Botryosphaeriaceae.   Inga underarter finns listade i Catalogue of Life.